# Abd al-Qadir al-Badri
Abd al-Qadir al-Badri, född 8 december 1921, död 13 februari 2003, var Libyens premiärminister mellan juli och oktober 1967.
Al-Badri var född nära Al Abyār. Han var premiärminister under ett av de sista åren av monarki i Libyen, 1969 avskaffades monarkin efter en militärkupp ledd av överste Khadaffi.